# Куличек (приток Куендата)
Куличек — река в Томской области России, правый приток Куендата. Устье реки находится в 47 км от устья по правому берегу Куендата. Протяжённость реки 16 км.
На реке расположен посёлок Орехово.

## Данные водного реестра
По данным государственного водного реестра России относится к Верхнеобскому бассейновому округу, водохозяйственный участок реки — Чулым от водомерного поста села Зырянское до устья, речной подбассейн реки — Чулым. Речной бассейн реки — (Верхняя) Обь до впадения Иртыша.
Код водного объекта — 13010400312115200021193.